# Gerald Isaac Lobo

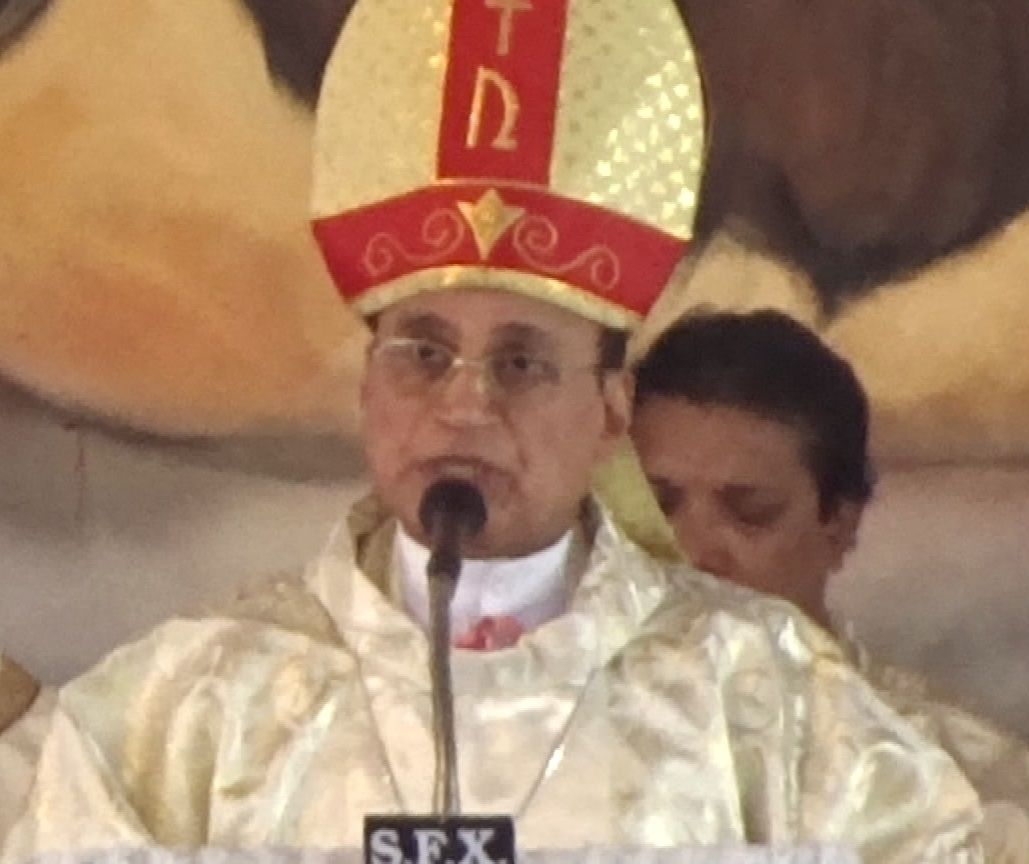
Gerald Isaac Lobo (2017)

Gerald Isaac Lobo (* 12. November 1949 in Mangalore, Indien) ist ein indischer katholischer Geistlicher und Bischof von Udupi.

## Leben
Lobo, wie die meisten indisch-katholischen Geistlichen portugiesischer Abstammung, empfing am 5. Mai 1977 die Priesterweihe geweiht. Danach war er als Vikar in Kasargode tätig.
Am 3. Dezember 1999 wurde er von Papst Johannes Paul II. zum Bischof von Shimoga ernannt. Die Bischofsweihe spendete ihm der Erzbischof von Bangalore, Ignatius Paul Pinto, am 20. März des folgenden Jahres. Mitkonsekratoren waren der Bischof von Mangalore, Aloysius Paul D’Souza, und der Bischof von Chikmagalur, John Baptist Sequeira.
Papst Benedikt XVI. ernannte ihn am 16. Juli 2012 zum ersten Bischof des mit gleichem Datum errichteten Bistums Udupi. Die Amtseinführung fand am 15. Oktober desselben Jahres statt.